# Stazione meteorologica di Berceto
La stazione meteorologica di Berceto è la stazione meteorologica di riferimento relativa alla località di Berceto.

## Coordinate geografiche
La stazione meteo si trova nell'Italia nord-orientale, in Emilia-Romagna, in provincia di Parma, nel comune di Berceto, a 800 metri s.l.m. e alle coordinate geografiche 44°30′N 9°59′E.

## Dati climatologici
In base alla media trentennale di riferimento 1961-1990, la temperatura media del mese più freddo, gennaio, si attesta a 0,0 °C; quella dei mesi più caldi, luglio e agosto, è di +18,9 °C .
| Berceto            | Mesi | Mesi | Mesi | Mesi | Mesi | Mesi | Mesi | Mesi | Mesi | Mesi | Mesi | Mesi | Stagioni | Stagioni | Stagioni | Stagioni | Anno |
| Berceto            | Gen  | Feb  | Mar  | Apr  | Mag  | Giu  | Lug  | Ago  | Set  | Ott  | Nov  | Dic  | Inv      | Pri      | Est      | Aut      | Anno |
| ------------------ | ---- | ---- | ---- | ---- | ---- | ---- | ---- | ---- | ---- | ---- | ---- | ---- | -------- | -------- | -------- | -------- | ---- |
| T. max. media (°C) | 2,4  | 3,3  | 6,8  | 11,1 | 15,6 | 20,3 | 22,4 | 22,1 | 18,3 | 12,4 | 7,1  | 3,7  | 3,1      | 11,2     | 21,6     | 12,6     | 12,1 |
| T. min. media (°C) | −2,4 | −2,1 | 1,3  | 4,8  | 8,6  | 13,1 | 15,4 | 15,6 | 12,3 | 7,2  | 2,7  | −0,5 | −1,7     | 4,9      | 14,7     | 7,4      | 6,3  |